# Шведлар
Шведлар (слч. Švedlár) насељено је мјесто са административним статусом сеоске општине (слч. obec) у округу Гелњица, у Кошичком крају, Словачка Република.

## Становништво
| Година:    | 1994. | 2004.    | 2014.   | 2024. |
| ---------- | ----- | -------- | ------- | ----- |
| Број људи: | 1679  | 1975     | 2087    | 2087  |
| Разлика:   |       | +17,62 % | +5,67 % | +0 %  |

| Година:    | 2023. | 2024.   |
| ---------- | ----- | ------- |
| Број људи: | 2102  | 2087    |
| Разлика:   |       | -0,71 % |

Према подацима о броју становника из 2011. године насеље је имало 2.085 становника.